# Oglasa connectens
Oglasa connectens là một loài bướm đêm trong họ Noctuidae.